# Let the Dream Come True
«Let the Dream Come True» (en español: Que el sueño se haga realidad) es una canción de eurodance del artista suizo DJ BoBo, lanzada en septiembre de 1994 como el primer sencillo de su segundo álbum: There Is a Party.
Logró el éxito en las listas de Europa, alcanzando el número uno en Finlandia y Suiza, el 4 en Alemania y el número 6 en Austria. En el European Hot 100 Singles la canción alcanzó el número 9 en noviembre.

## Historia
Fuera de Europa, alcanzó el número 22 en Israel, el número 28 en la lista de música dance en Canadá y el número 49 en Australia.
La cantante femenina es la estadounidense Lori Glori. El sencillo fue certificado oro en Alemania.
Music & Media comentó: «¿Más de lo mismo o...? Pues bien, Let The Dream Come True continúa el estilo eurodance de los éxitos anteriores del DJ suizo».

## Videoclip
El video musical fue dirigido por Frank Husmann-Labusga, quien ya había dirigido los videos de Freedom y There Is a Party.
En la ciudad de Nueva York, una madre afroestadounidense y su hijo viven un día normal. DJ BoBo canta apoyado por bailarines en coreografía, mientras el niño por jugar se pierde de su madre y es encontrado por un extraño que lo sube a su auto. La madre busca por la ciudad a su hijo y este hace lo mismo, ayudado por el adulto que lo encontró, para finalmente reencontrarse en el Central Park.
El videoclip se subió a YouTube de manera oficial, en enero de 2013 y contaba más de 9.8 millones de reproducciones a junio de 2022.

## Popularidad
| Chart (1994–1995)                   | Peak position |
| ----------------------------------- | ------------- |
| Australia (ARIA Charts)             | 49            |
| Austria (Ö3 Austria Top 40)         | 6             |
| Bélgica (VRT Top 30 Flanders)       | 15            |
| Canadá (RPM)                        | 28            |
| Europa (Eurochart Hot 100)          | 9             |
| Finlandia (Suomen virallinen lista) | 1             |
| Alemania (Media Control Charts)     | 4             |
| Israel (Israel Top-30)              | 22            |
| Lituania (M-1)                      | 9             |
| Países Bajos (Dutch Top 40)         | 13            |
| Países Bajos (Mega Top 100)         | 11            |
| Suecia (Sverigetopplistan)          | 11            |
| Suiza (Schweizer Hitparade)         | 1             |

| Lista (1994)                      | Posición |
| --------------------------------- | -------- |
| Europa (Eurochart Hot 100)        | 74       |
| Alemania (Official German Charts) | 62       |
| Países Bajos (Single Top 100)     | 82       |
| Suiza (Schweizer Hitparade)       | 42       |

| País     | Certificación | Fecha | Ventas    |
| -------- | ------------- | ----- | --------- |
| Alemania | Oro           | 1993  | + 250.000 |